# العلاقات الناوروية النيبالية
العلاقات الناوروية النيبالية هي العلاقات الثنائية التي تجمع بين ناورو ونيبال.

## مقارنة بين البلدين
هذه مقارنة عامة ومرجعية للدولتين:
| وجه المقارنة                                              | ناورو                          | نيبال                             |
| --------------------------------------------------------- | ------------------------------ | --------------------------------- |
| المساحة (كم2)                                             | 21                             | 147.18 ألف                        |
| عدد السكان (نسمة)                                         | 10.08 ألف                      | 29.40 مليون                       |
| الكثافة السكانية (ن./كم²)                                 | 48.00 ألف                      | 199.76                            |
| العاصمة                                                   | ضاحية يارين                    | كاتماندو                          |
| اللغة الرسمية                                             | اللغة الناورونية، لغة إنجليزية | اللغة النيبالية                   |
| العملة                                                    | دولار أسترالي                  | روبية نيبالية                     |
| الناتج المحلي الإجمالي (بليون دولار)                      | 113.88 مليون                   | 24.47 مليار                       |
| الناتج المحلي الإجمالي (تعادل القوة الشرائية) بليون دولار | 162.98 مليون                   | 70.20 مليار                       |
| الناتج المحلي الإجمالي الاسمي للفرد دولار أمريكي          | 9.83 ألف                       | 743                               |
| الناتج المحلي الإجمالي للفرد دولار أمريكي                 |                                | 2.37 ألف                          |
| مؤشر التنمية البشرية                                      |                                | 0.548                             |
| رمز المكالمات الدولي                                      | +674                           | +977                              |
| رمز الإنترنت                                              | .nr                            | .np                               |
| المنطقة الزمنية                                           | ت ع م+12:00                    | UTC+05:45، التوقيت الموحد لنيبال ‏ |

## منظمات دولية مشتركة
يشترك البلدان في عضوية مجموعة من المنظمات الدولية، منها:
| علم المنظمة | اسم المنظمة                   | تاريخ انضمام ناورو | تاريخ انضمام نيبال |
| ----------- | ----------------------------- | ------------------ | ------------------ |
|             | منظمة الشرطة الجنائية الدولية | ?                  | ?                  |
|             | الاتحاد البريدي العالمي       | ?                  | ?                  |
|             | منظمة حظر الأسلحة الكيميائية  | ?                  | ?                  |
|             | بنك التنمية الآسيوي           | 1991               | 1966               |
|             | الأمم المتحدة                 | 14 سبتمبر 1999     | 14 ديسمبر 1955     |
|             | يونسكو                        | 17 أكتوبر 1996     | 1 مايو 1953        |

## وصلات خارجية
- موقع وزارة الخارجية النيبالية